# Смешанная парная сборная Швеции по кёрлингу на колясках
Смешанная парная сборная Швеции по кёрлингу на колясках — смешанная национальная сборная команда (составленная из одного мужчины и одной женщины), представляет Швецию на международных соревнованиях по кёрлингу на колясках. Управляющей организацией выступает Ассоциация кёрлинга Швеции (швед. Svenska Curlingförbundet).

## Результаты выступлений

### Чемпионаты мира
| Год  | Место | Игры | Победы | Поражения | Состав (женщина, мужчина, тренер)                                         |
| ---- | ----- | ---- | ------ | --------- | ------------------------------------------------------------------------- |
| 2022 | 1     | 11   | 8      | 3         | Сабина Юханссон, Маркус Хольм, тренер: Петер Наруп                        |
| 2023 | 15    | 8    | 1      | 7         | Rebecka Carlsson, Tommy Andersson, тренеры: Элисон Кревьязак, Петер Наруп |
| 2024 | 13    | 6    | 2      | 4         | Johanna Glennert, Tommy Andersson, тренер: Сёрен Гран                     |

источник: 